# Constitución de Nepal
La Constitución de Nepal de 2015 ( en nepalí: नेपालको संविधान २०७२) es la actualmente vigente en la nación. La Constitución entró en vigor el 20 de septiembre de 2015 y reemplazó a la Constitución Provisional de 2007.La Constitución se divide en 35 partes, 308 artículos y 9 anexos.
La Constitución fue redactada por la Segunda Asamblea Constituyente tras el fracaso de la Primera Asamblea Constituyente a la hora de elaborar una constitución en el período de su mandato tras el devastador terremoto de abril de 2015. La constitución fue respaldada por el 90% del total de legisladores. De los 598 miembros de la Asamblea Constituyente, 538 votaron a favor de la constitución, mientras que 60 personas votaron en contra, incluidos algunos partidos políticos con sede en Terai que se abstuvieron de participar en el proceso de votación.
Sus instituciones se establecieron en 2010 y 2018 mediante una serie de elecciones directas e indirectas en todos los niveles de gobierno.

## Historia
La Constitución Provisional preveía una Asamblea Constituyente, encargada de redactar la constitución temporal de Nepal. Según los términos de la Constitución Provisional, la nueva constitución debía promulgarse antes del 28 de abril de 2010, pero la Asamblea Constituyente pospuso la promulgación un año debido a desacuerdos. El 25 de mayo de 2011, la Corte Suprema de Nepal dictaminó que la prórroga de 2010 de la Constitución Provisional no era correcta. Desde el 29 de mayo de 2011 hasta la entrada en vigor de la actual constitución, la Asamblea Constituyente prorrogó repetidamente la Constitución Provisional.
El 28 de mayo de 2012, la Asamblea Constituyente se disolvió después de que no logró terminar la constitución después de la última prórroga, poniendo fin a cuatro años de redacción de la constitución y dejando al país en un vacío legal. El 19 de noviembre de 2013 se celebraron nuevas elecciones para la Segunda Asamblea Constituyente de Nepal y los líderes políticos se comprometieron a redactar una nueva constitución en el plazo de un año. La nueva asamblea se comprometió expresamente a que la nueva constitución sería promulgada el 22 de enero de 2015. Sin embargo, debido a las continuas diferencias sobre cuestiones clave, incluido el sistema de gobernanza, el sistema judicial y cuestiones de la federación como el número, el nombre y las áreas de los estados a ser creados, la constitución no pudo finalizarse ni promulgarse a tiempo.

## Características
Algunos de los aspectos importantes de la constitución incluyen los siguientes:
1) Internalización del derecho soberano del pueblo y del derecho a la autonomía y el autogobierno, manteniendo al mismo tiempo la libertad, la soberanía, la integridad territorial, la unidad nacional, la independencia y la dignidad de Nepal.
2) Compromiso con un sistema de gobernanza democrática multipartidista competitivo, libertades civiles, derechos fundamentales, derechos humanos, derecho al voto de los adultos, elecciones periódicas, total libertad de prensa, un poder judicial independiente, imparcial y competente y el concepto de Estado de derecho y construcción de una nación próspera.
3) Avance hacia una sociedad justa con protección y promoción de la solidaridad social y cultural, la coexistencia, la armonía y la unidad en la diversidad, poniendo fin a todas las formas de discriminación y opresión, y recordando los sacrificios hechos por el interés nacional, la democracia, cambio progresivo de la gloriosa historia.
4) La Constitución como ley fundamental de Nepal y toda persona obligada a observarla.
5) Nepal como un Estado republicano democrático federal independiente, indivisible, soberano, laico, inclusivo, democrático, orientado al socialismo.
6) Salvaguardia de la independencia, soberanía, integridad territorial, nacionalidad, libertad, dignidad de Nepal y de los derechos del pueblo nepalí, seguridad fronteriza, bienestar económico y prosperidad como principios fundamentales del interés nacional; y será punible toda conducta y acto contrario al interés nacional.
7) Idioma nepalí en escritura devanagari como idioma oficial de Nepal y todos los idiomas hablados como lengua materna en Nepal son los idiomas de la nación.
8) Ningún ciudadano de Nepal será privado del derecho a obtener la ciudadanía.
9) Concesión de ciudadanía federal única con identidad estatal.10) Diversos derechos civiles, políticos, económicos, sociales y culturales garantizados como derechos fundamentales: derechos a la vida digna, libertad, igualdad, libertad de expresión, justicia, propiedad, libertad religiosa, información, privacidad, lengua y cultura, empleo, trabajo, medio ambiente limpio, educación, atención médica, alimentación, vivienda, justicia social, seguridad social y remedio constitucional, derechos contra la explotación, la tortura, la prisión preventiva, la discriminación y el exilio, y los derechos de las mujeres, los niños, los dalits, las personas mayores, los consumidores y víctimas de delitos.

## Preámbulo
El Preámbulo de la constitución de Nepal establece lo siguiente: 
"Nosotros, el pueblo de Nepal, en ejercicio de los poderes soberanos inherentes a nosotros,
Abrazando el derecho soberano del pueblo y el derecho a la autonomía y la autonomía, manteniendo la independencia, la soberanía, la integridad geográfica, la unidad nacional, la libertad y la dignidad de Nepal,
Recordando una y otra vez la gloriosa historia de los movimientos históricos de los pueblos y las luchas armadas y el sacrificio hecho por el pueblo por el interés nacional, la democracia, el cambio progresivo y el reconocimiento de los mártires, los ciudadanos desaparecidos y las víctimas,
Poner fin a todas las formas de discriminación y opresión creadas por el sistema feudal, autocrático, centralizado y unitario,
Abrazar las especificidades geográficas multicastas, plurilingües, multiculturales y diversas, poniendo fin a las discriminaciones relacionadas con la discriminación de clase, casta, región, idioma, religión y género, incluidas todas las formas de intocabilidad racial, a fin de proteger y promover la unidad en la diversidad, la solidaridad cultural, la tolerancia y las actitudes armoniosas, expresamos también nuestra determinación de crear una sociedad igualitaria sobre la base de los principios de inclusión y participación proporcionales, a fin de asegurar la economía equitativa, la prosperidad y la justicia social,
Expresando su compromiso de crear las bases del socialismo mediante la adopción de normas y valores democráticos, incluidos el sistema de gobierno democrático multipartidista competitivo de los pueblos, la libertad civil, los derechos fundamentales, los derechos humanos, la franquicia de adultos, las elecciones periódicas, la plena libertad de prensa y un sistema independiente, imparcial y poder judicial competente y el concepto de estado de derecho,
AHORA POR LO TANTO, con el fin de cumplir las aspiraciones de paz perpetua, buen gobierno, desarrollo y prosperidad a través del sistema federal democrático republicano de gobierno, promulgar esta Constitución a través de la Asamblea Constituyente."

## Constituciones previas
En los 68 años de historia de desarrollo constitucional hasta esta Constitución, Nepal tuvo seis constituciones diferentes, se promulgaron en 1948, 1951, 1959, 1962, 1990 y 2007.

### La Ley del Gobierno de Nepal de 1948
En el año 2004 (año 1948 del calendario gregoriano) del Bikram Sambat, se promulgó la Ley del Gobierno de Nepal. Desde mediados del siglo XIX, el país había sido una monarquía donde los primeros ministros, de la dinastía Rana, tenían un amplio control sobre los asuntos del estado. El documento de 1948 introdujo elementos democráticos limitados, pero el experimento no tuvo éxito debido a los recelos de los gobernantes Rana a ceder el poder. Esta constitución fue declarada el 26 de enero de 1948 por el primer ministro Padma Shumsher. La constitución se redactó bajo la presidencia de Padma Shumsher y tres eruditos indios lo ayudaron a preparar este documento. Constaba de 6 partes, 68 artículos y 1 anexo.

### Ley del Gobierno Provisional de Nepal de 1951
La Ley del Gobierno Provisional de Nepal de 1951 fue promulgada después de la Revolución de 1951 al final del período Rana. Este texto reforzó la autoridad del rey e introdujo reformas relevantes como la creación de la Corte Suprema y la inclusión de derechos fundamentales y objetivos socioeconómicos que debe perseguir el Estado. Esta constitución fue promulgada el 11 de abril de 1951 por el rey Tribhuwan. Constaba de 7 partes, 73 artículos y 1 anexo.

### Constitución del Reino de Nepal de 1959
A pesar de la creación de un parlamento bicameral, el rey siguió ostentando poderes importantes como la prerrogativa de nombrar a la mitad de los miembros del Senado y la suspensión del parlamento en determinadas circunstancias. Esta constitución fue redactada bajo la presidencia de Bhagawati Pd Singh. Esta constitución fue promulgada el 12 de febrero de 1959. Constaba de 10 partes, 77 artículos y 3 anexos.

### Constitución de Nepal de 1962
El experimento democrático duró poco, ya que en 1962 se aprobó una nueva constitución para eliminar los partidos políticos e introducir el sistema panchayat. En este modelo, los panchayats eran consejos organizados a nivel local, presumiblemente para asegurar la representación de los ciudadanos. Sin embargo, el rey ejerció una autoridad mucho más fuerte que en el régimen de 1959 y podía modificar la constitución o suspenderla en caso de emergencia . Esta constitución fue promulgada el 16 de diciembre de 1962 por el rey Mahendra. Constaba de 20 partes, 97 artículos y 6 listas.

### Constitución del Reino de Nepal de 1990
En 1990, la Revuelta Popular, devolvió la democracia multipartidista a Nepal. La Constitución del Reino de Nepal de 1990 derogó la prohibición de los partidos políticos, estableció un sistema representativo democrático en el que se restringía la autoridad del rey y consagraba los derechos fundamentales. Aunque la Constitución de 1990 aumentó sustancialmente el carácter democrático del Estado en comparación con el régimen Panchayat, las críticas han argumentado que este texto no representaba adecuadamente a todos los sectores de la sociedad, pues Nepal era un país multicultural donde coexistían diversos grupos sociales. Esta constitución fue promulgada el 9 de noviembre de 1990 por el rey Birendra. Constaba de 23 partes, 133 artículos y 3 listas. 

### La Constitución Provisional de Nepal de 2007
Una vez más, tras el movimiento democrático de 2007 en Nepal, ese año se promulgó la Constitución provisional de Nepal. Esta constitución fue promulgada el 15 de enero de 2007. Constaba de 25 partes, 167 artículos y 4 listas. Reguló cuestiones como ciudadanía, derechos fundamentales, responsabilidades, principios rectores y políticas del Estado, el Ejecutivo, Legislativo-Parlamento, la Asamblea Constituyente, el procedimiento legislativo, el procedimiento financiero, el Poder Judicial, la Comisión de Investigación del Abuso de Autoridad., el Auditor General, la Comisión de Servicio Público, la Comisión Electoral, la Comisión Nacional de Derechos Humanos, el Fiscal General, la estructura del autogobierno estatal y local, los partidos políticos, los poderes de emergencia, las disposiciones relativas al ejército, la enmienda de la Constitución y las disposiciones de transición provisiones.
Esta constitución fue derogada por la actual constitución de Nepal.

## Partes
La actual Constitución tiene 35 partes:
1. Preliminar
2. Ciudadanía
3. Derechos y deberes fundamentales
4. Principios rectores, políticas y responsabilidades del Estado
5. Reestructuración del Estado y distribución del poder estatal
6. Presidente y Vicepresidente
7. Ejecutivo Federal
8. Parlamento federal
9. Procedimiento legislativo federal
10. Procedimientos financieros federales
11. Poder Judicial
12. Procurador General
13. Ejecutivo Provincial
14. Legislatura Provincial
15. Procedimiento Legislativo Provincial
16. Procedimientos Financieros de la Provincia
17. Ejecutivo local
18. Legislatura local
19. Procedimiento Financiero Local
20. Interrelación entre la Federación, Provincias y los Niveles Locales
21. Comisión para la Investigación del Abuso de Autoridad
22. Auditor General
23. Comisión de Administración Pública
24. Comisión Electoral
25. Comisión Nacional de Derechos Humanos
26. Comisión Nacional de Recursos Naturales y Fiscales
27. Otras Comisiones
28. Disposición relativa a la Seguridad Nacional
29. Disposición relativa a los partidos políticos
30. Poderes de emergencia
31. Enmienda de la Constitución
32. Misceláneo
33. Disposiciones transitorias
34. Definiciones e interpretaciones
35. Título abreviado, Inicio y Derogación

## Derechos fundamentales garantizados en la Constitución
Hay 31 derechos fundamentales garantizados por la constitución de Nepal en la parte 3 (Derechos y deberes fundamentales). Ellos son:
1. Derecho a vivir con dignidad (artículo 16)
2. Derecho a la libertad (artículo 17)
3. Derecho a la igualdad (artículo 18)
4. Derecho a la Comunicación (Artículo 19)
5. Derecho a la justicia (artículo 20)
6. Derecho de la víctima del delito (artículo 21)
7. Derecho contra la Tortura (Artículo 22)
8. Derecho contra la Detención Preventiva (Artículo 23)
9. Derecho contra la Intocabilidad y la Discriminación (Artículo 24)
10. Derecho a la propiedad (artículo 25)
11. Derecho a la libertad religiosa (artículo 26)
12. Derecho a la información (artículo 27)
13. Derecho a la Intimidad (Artículo 28)
14. Derecho contra la Explotación (Artículo 29)
15. Derecho a un medio ambiente limpio (artículo 30)
16. Derecho a la Educación (Artículo 31)
17. Derecho a la lengua y la cultura (artículo 32)
18. Derecho al empleo (artículo 33)
19. Derecho laboral (Artículo 34)
20. Derecho a la atención de la Salud (Artículo 35)
21. Derecho a la alimentación (artículo 36)
22. Derecho a la vivienda (artículo 37)
23. Derechos de la Mujer (Artículo 38)
24. Derechos del Niño (Artículo 39)
25. Derechos de los dalits (artículo 40)
26. Derechos de las personas mayores (artículo 41)
27. Derecho a la Justicia Social (Artículo 42)
28. Derecho a la Seguridad Social (Artículo 43)
29. Derecho del Consumidor (Artículo 44)
30. Derecho contra el exilio (artículo 45)
31. Derecho a recursos constitucionales (artículo 46)

## Órganos Constitucionales
Los órganos constitucionales de Nepal forman la Parte 21-27:
1. Comisión para la Investigación del Abuso de Autoridad (CIAA) (Parte 21)
2. Oficina del Auditor General (Parte 22)
3. Comisión de Servicio Público (Parte 23)
4. Comisión Electoral (Parte 24)
5. Comisión Nacional de Derechos Humanos (Parte 25)
6. Comisión Nacional de Recursos Naturales y Fiscal (Parte 26)
7. Otras Comisiones (Parte 27) :
  1. Comisión Nacional de la Mujer
  2. Comisión Nacional Dalit
  3. Comisión Nacional de Inclusión
  4. Comisión Nacional de Aborígenes
  5. Comisión Madhesi
  6. Comisión Tharu
  7. Comisión musulmana

## Anexos
La Constitución tiene 9 anexos:
1. Bandera Nacional Nepalí
2. Himno Nacional de Nepal
3. Escudo de armas de Nepal
4. Provincias y distritos dentro de provincias
5. Lista de poderes/jurisdicción federal
6. Lista de poderes/jurisdicción provinciales
7. Lista de poderes/jurisdicción concurrentes (federales y provinciales)
8. Lista de poderes/jurisdicción a nivel local
9. Lista de poderes/jurisdicción concurrentes para la federación, la provincia y el nivel local

## Otras lecturas
- Euronews. Nepal promulga su constitución . 20 de septiembre de 2015.